# Friede von Baden

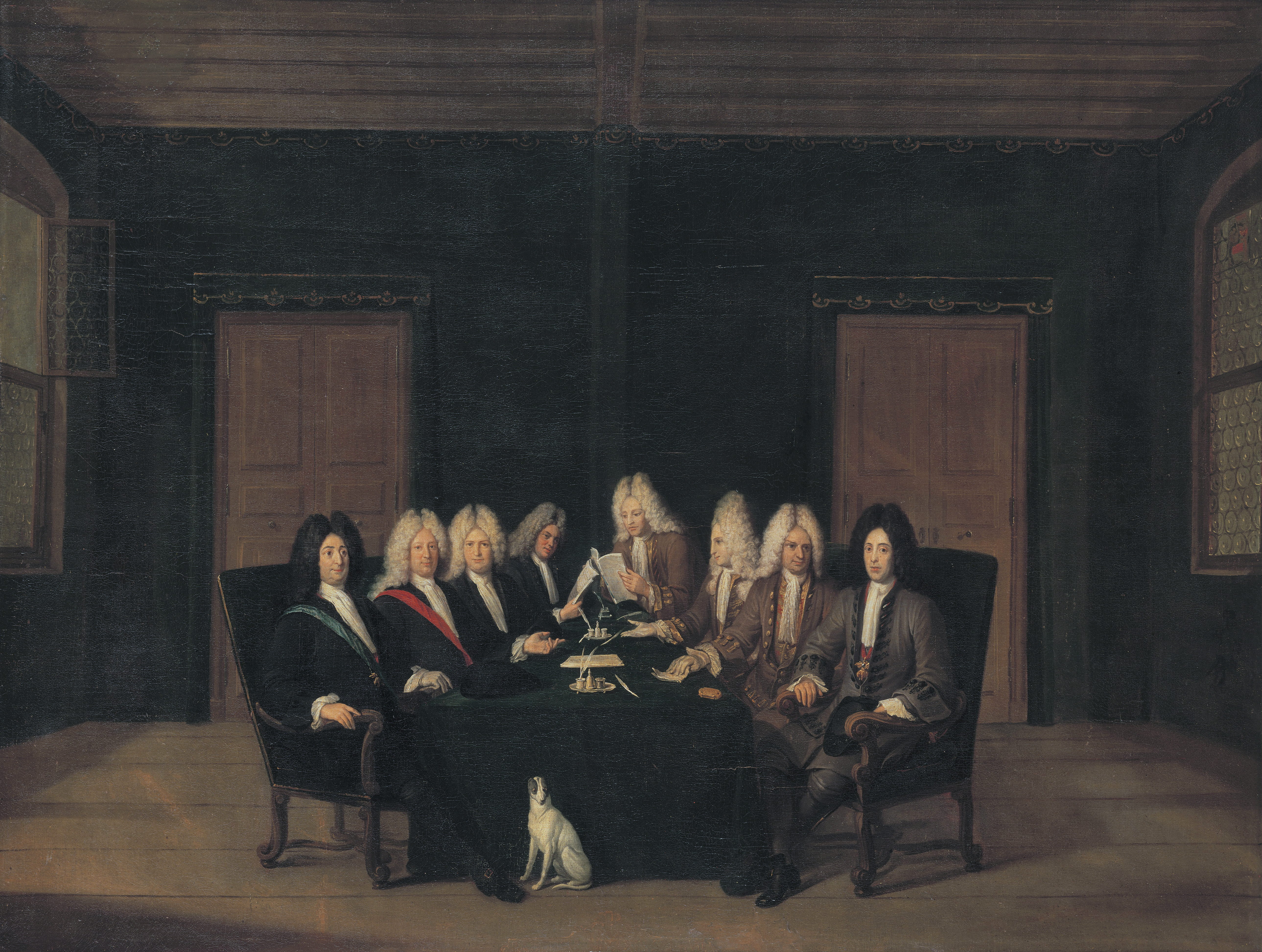
Abgeordnete des Badener Friedenskongresses 1714, Gemälde von Johann Rudolf Huber

Der am 7. September 1714 in Baden im Aargau geschlossene Friede von Baden ist einer der Friedensschlüsse zum Ende des Spanischen Erbfolgekrieges. Er folgte dem Frieden von Utrecht und dem Frieden von Rastatt. An den Verhandlungen führend beteiligt war der preußische Reichstagsgesandte Ernst von Metternich, begleitet von seinem bei ihm in Ausbildung befindlichen Sohn Ernst Eberhard. Die langwierigen Verhandlungen wurden für Preußen erfolgreich beendet und erbrachten für Preußen den Gewinn des Fürstentums Neuchatel in der Schweiz. Die freudige Botschaft durfte der Sohn Ernst Eberhard von Metternich nach Berlin überbringen und wurde daraufhin zum Stellvertreter und Mitgesandten seines Vaters ernannt.

Kaiser Karl VI. hatte dem Frieden von Utrecht zunächst nicht zugestimmt, ihn aber nach kurzer Fortsetzung des Krieges am 7. März 1714 im Rastatter Frieden im Wesentlichen für Österreich bestätigen müssen. Der Krieg war damit beendet. Im Frieden von Baden sollten nun unter anderem die formal noch fehlenden Besitz-Vereinbarungen mit dem Heiligen Römischen Reich getroffen werden. Insgesamt traten 15 Bewerber mit Besitzansprüchen auf, darunter Preußen, die Grafen von Nassau und der König von Frankreich.
- Der Kaiser bekam im Rahmen des Friedens die gesamten Spanischen Niederlande sowie die spanischen Nebenländer in Italien, also Neapel (jedoch ohne Sizilien), Mailand, Mantua und Sardinien zugesprochen.

- Frankreich räumte die Eroberungen im Breisgau und behielt dafür Landau.

- Die Wittelsbacher Kurfürsten von Bayern (Maximilian Emanuel) und Köln (Joseph Clemens von Bayern) wurden in ihre Länder und Würden wieder eingesetzt.

- Mit dem Badener Frieden behielt Kaiser Karl VI. seinen Titel als König über Spanien und das spanische Erbe. Alle diese Titel der spanischen Krone waren für Karl jedoch faktisch wertlos, da die tatsächliche Gewalt in Spanien einzig und allein Philipp V. behielt.

Der Friede von Baden wurde zum Anlass für die erste Badenfahrt von 1923 genommen.